# Domenico Cacopardo
Domenico Cacòpardo (Rivoli, 25 aprile 1936) è un magistrato, scrittore e conduttore radiofonico italiano.

## Biografia
Nato a Rivoli in casa dei nonni materni da famiglia siciliana da parte di padre, si trasferì quasi subito a Letojanni (ME) dove è rimasto sino al 1947. Cacopardo ha trascorso la prima infanzia e la fanciullezza durante la guerra, vissuta a Letojanni e a Melia, sui Monti Peloritani. Al seguito del padre, funzionario dello Stato, è vissuto a Viterbo, Bologna, Napoli e Roma. Laureatosi nel 1957, a 21 anni, dopo un'esperienza in uno studio legale romano, è entrato nell'Amministrazione dei lavori pubblici, nella quale ha ricoperto, tra gli altri, gli incarichi di vicepresidente del Magistrato per il Po di Parma e di presidente del Magistrato alle acque di Venezia. Nominato consigliere di Stato nel 1980, è andato in pensione nel 2008. È stato vicecapo di gabinetto e capo dell'ufficio legislativo nel ministero dei lavori pubblici. Capo di gabinetto nel ministero delle partecipazioni statali, nel ministero del lavoro e nel Senato della Repubblica. Ha svolto la funzione di consigliere giuridico della Presidenza del Consiglio dei ministri (premier Massimo D'Alema) e di capo dell'ufficio legislativo del vicepresidente del consiglio dei ministri 2006-2008 (sempre con D'Alema). Componente di numerosi consigli di amministrazione di enti pubblici, è stato commissario dello Scau (ente previdenziale agricolo) e commissario liquidatore per il Chermis. Questo incarico, conclusosi in meno dei 60 giorni di tempo previsti e senza alcun ricorso, gli ha valso l'elogio ufficiale del consiglio dei ministri. Nel 2005 ha lasciato Roma per trasferirsi a Parma, dove vive tuttora, alternando la sua presenza in città a periodi di lavoro creativo in campagna, in Umbria, a Parrano, dove ha un casale.
Sin da dopo la laurea ha collaborato con vari quotidiani e periodici: Il Giornale d'Italia, Avanti!, Il Giorno, l'Unità, la Repubblica, La Stampa, Gazzetta di Parma, Gazzetta del Sud, La Sicilia, Italia Oggi. Tra i periodici, Mondo Operaio, Astrolabio, Giurisprudenza dei lavori Pubblici, La rivista dei Lavori Pubblici. 
Prima di esordire come romanziere ha pubblicato numerose monografie di carattere giuridico ed un saggio sul pensiero di Bergson, oltre ad alcune raccolte di poesie, fra cui L'implicito sublime, che gli ha valso l'assegnazione del premio Pedrocchi nel 1987.
Ha però ottenuto l'attenzione del grande pubblico solo quando ha pubblicato Il caso Chillè, romanzo ambientato a Messina (a detta di Salvatore Ferlita, scelta non banale ed apprezzata dalla critica), i cui eventi si snodano sull'alternarsi dei registri della commedia e della tragedia, come nella migliore tradizione del giallo siciliano.
Col successivo L'endiadi del dottor Agrò, ha preso forma uno dei suoi più fortunati personaggi: il sostituto procuratore Italo Agrò, alter ego dello scrittore, che da alcuni anni lo anima durante il programma "il taccuino del dottor Agrò", in onda ogni sabato pomeriggio sull'emittente nazionale Radio 24. Agrò è poi tornato anche in alcuni dei successivi romanzi.
In Giacarandà si è poi cimentato col sottogenere del romanzo storico, immergendo i suoi nuovi personaggi nello scenario di una Sicilia settecentesca, scossa da profondi conflitti in cui le vicende familiari ed amorose di un triangolo ante litteram (la microstoria) s'intrecciano con quelle politiche di una guerra fra opposte consorterie aristocratiche e clericali, che avvengono sullo sfondo (macrostoria).
Carne viva riprende le vicende di Giulio Limuri, già protagonista di Giacarandà.
È membro fondatore dell'Aspen Institute Italia, alla cui costituzione prese parte nel 1982.
Incarichi politici: consigliere provinciale per il PSI a Parma (1975/1978), consigliere comunale a Pontenure (1975/1978) e consigliere comunale a Parrano.

## Controversia
Convinto di aver subito un affronto da Andrea Camilleri, che nella sua opera Il nipote del Negus ha voluto chiamare un personaggio col nome di Aristide Cacopardo, ha deciso di citare in tribunale l'autore del Commissario Montalbano sentendosi diffamato. Il punto della discordia è da attribuire ad una frase del libro di Camilleri che descrive il Cacopardo del romanzo come «persona attendibile anche se un poco chiacchierato (è fissato di essere un grande scrittore e consuma il suo stipendio pubblicando romanzi a sue spese)». Cacopardo ha chiesto in tribunale di sospendere la pubblicazione de Il nipote del Negus e di ritirarne tutte le copie invendute: il giudice del Tribunale civile di Parma ha respinto le richieste.

## Opere (Selezione)
- Sul pensiero di Bergson, Amoretti editore, 1972;
- Polifemo e altro, Art Center editore, 1978;
- Il guerriero egizio, San Marco editore, 1982;
- L'implicito sublime, San Marco editore, 1987;
- Il caso Chillè, Marsilio Editori, 1999;
- L'endiadi del dottor Agrò, Marsilio Editori, 2001;
- Cadenze d'inganno, Marsilio Editori, 2002;
- Giacarandà, Marsilio Editori, 2002;
- La mano del Pomarancio, Mondadori editore, 2003;
- Virginia, Baldini Castoldi Dalai editore, 2005;
- L'accademia di vicolo Baciadonne, Baldini Castoldi Dalai editore, 2006;
- Carne viva, Baldini Castoldi Dalai editore, 2008;
- Agrò e la deliziosa vedova Carpino, Marsilio Editori, 2010;
- Agrò e la scomparsa di Omber, Marsilio Editori, 2011;
- Il verso dell'innocenza, A&B editrice, 2013;
- Agrò e il maresciallo La Ronda, Marsilio Editori, 2013;
- Il delitto dell'Immacolata, Marsilio Editori, 2014;
- Maddalena, Betelgeuse editore, 2015;
- Semplici questioni d'onore, Marsilio Editori, 2016;
- Amori e altri soprusi, Marsilio Editori, 2017;
- Agrò e i segreti di Giusto, Marsilio Editori, 2019.
- Io, Agrò e il generale, Marsilio Editori, 2021.
- Cari dottori, Diabasis, 2021.
- Pater, Ianieri editore, 2022.